# Василівка (Жмеринський район)
Васи́лівка — село в Україні, у Жмеринській міській громаді Жмеринського району Вінницької області. До 2025 року — селище.

## Історія
12 червня 2020 року, відповідно до Розпорядження Кабінету Міністрів України від № 707-р «Про визначення адміністративних центрів та затвердження територій територіальних громад Вінницької області», увійшло до складу Жмеринської міської громади.
19 липня 2020 року, в результаті адміністративно-територіальної реформи та ліквідації Жмеринського району, село увійшло до складу новоутвореного Жмеринського району.
29 квітня 2025 року віднесене до категорії сіл.